# Moss-troopers

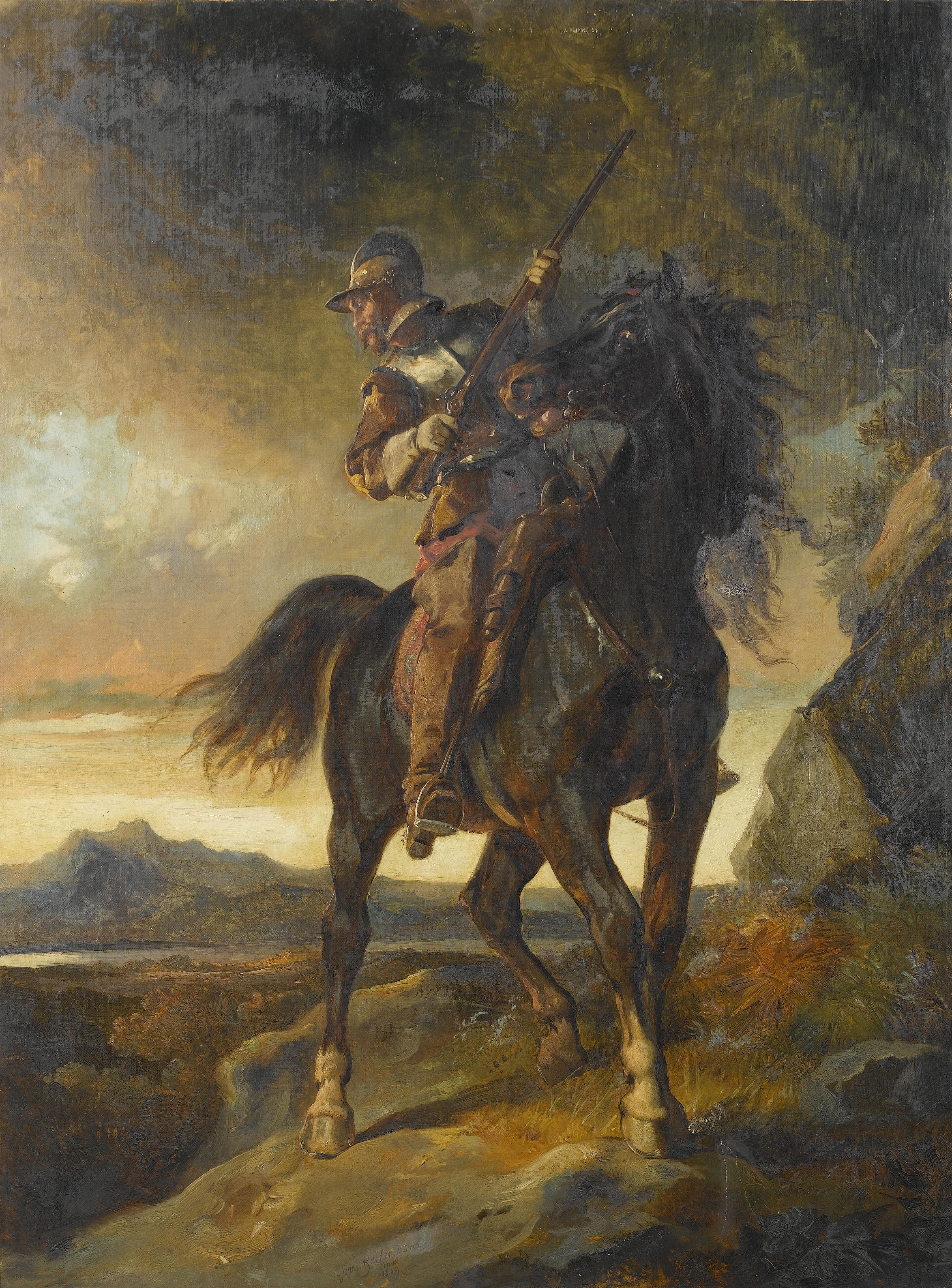
"The moss trooper" Tableau de Thomas Jones Barker - 1869

Les moss-troopers (« troupes de la mousse ») étaient des bandits qui opéraient en Écosse au temps du Commonwealth de l'Angleterre.